# William Cecil, 1. Baron Burghley
William Cecil, 1. baron Burghley (født 13. september 1520, død 4. august 1598) var en engelsk statsmand og den førende rådgiver for dronning Elizabeth 1. af England under det meste af hendes styre. Fra 1572 var han rigsskatmester.
Cecil blev født i 1521 i Bourne som søn af Richard Cecil, herre til Burghley House, og Jane Heckington. Han voksede op i Burghley, i Northamptonshire og endelig i Cambridgeshire. Burghley House er i dag et museum. Cecil studerede lov ved University of Cambridge og Gray's Inn, og i 1547 blev han knyttet til Henrik VIIIs hof i London.
I sin tidlige karriere tjente han hertugen af Somerset, en bror af dronning Jane. Efter at hertugen i sin nevø, Edvard VIs regeringstid, faldt i unåde og blev henrettet, mistet Cecil for en tid sin position, men blev snart taget til nåde igen. Han blev slået til ridder i 1550, og overlevede kong Edvards efterfølger, dronning Maria 1. af England, eftersom han konvertere til den katolske tro. Cecil indså imidlertid hurtig potentiale til Marias yngre søster Elisabeth, og forberedte hende på monarkgerningen. Da Elisabeth blev dronning i 1558 blev Cecil udnævnt til hendes minister. Fra begyndelsen var Cecil den eneste Elisabeth stolte på. Cecil var en forsigtig politiker som altid forsøgte at undgå fare. I 1571, kort før Cecils datter Anne ble gift med Edward de Vere, 17. jarl af Oxford, udnævnte dronningen ham til baron af Burghley.
Cecils søn, Sir Robert Cecil, senere jarl af Salisbury, overtog farens rolle som dronningens førende rådgiver efter hans død.
Hans ældste søn, Sir Thomas Cecil, arvet titlen som baron Burghley.